# 携行食
携行食（けいこうしょく）とは、人が携行する食料のことである。人が持ち運べ、調理無し、または簡易な調理で食べることが可能な食料を指す。携帯食(けいたいしょく)、または行動食（こうどうしょく）を指すこともある。
携行でき、人が歩いて持ち運べる弁当、竹の皮や笹の葉に包んだおにぎりなども一種の携行食である（弁当を参照）。
携行食に求められることは、栄養素、調理不要、重量と体積、保存性、携行性である。

## 歴史
米を主食とする日本では古くは干し飯・糒など、現代のアルファ化米に近いものが有名である。焼き味噌や梅干しなどと共に食された。
※ 軍用携行食の歴史は陣中食やレーションを参照。
近代になるとペミカンを代表とした携行食が現れる。ここまでの携行食は基本的に栄養を取るのが主目的であり、味に関しては二の次であった。
その後、宇宙食の研究などがフィードバックされ、高度な技術を使った携行食が現れ、劇的に食味が良くなった。
現代では、食の多様化と巧みなマーケティング戦略により、かつては携行食に興味を示さなかった層にまで訴求が計られ、消費されている。

## アウトドアにおける携行食
現代のアウトドア活動では、飴玉やチョコレートが最も一般的である。クッキー類やカップゼリーやゼリー飲料が用いられることもある。

### アウトドアにおける携行食の要求事項
わずかな時間しかない状況でも口に入れられるもの、立ったまま、食器類が無くても食べられるもの、かさばらないものが望ましい。カロリーがすみやかに吸収できるもの、飲料無しで摂取可能なものが望ましい。
自宅で食べるようなお菓子類とは少し異なった観点から選定する必要がある。できれば、飲料が無くなってしまった場合でも摂取可能なものが望ましい。例えば大きな袋に入ったパサパサして軽いスナック菓子類などは、かさばる割りに実質が少なく、飲み込むのに飲料も必要なので携行食としては不向きである。そうした諸条件を考慮した上で、登山者などの間ではチョコレートや飴玉が定番として定着している。自転車競技などでは片手だけで食べられることも重要となる。
日本人にはおにぎりを用いる伝統がある。おにぎりは良質な栄養源である。しかも、塩が十分にかけてあるおにぎりは、運動によって失われた塩分を補給してくれる。ただし、長期保存には向かない。

### 運動しながらのカロリー補給
登山やハイキング、ロードレースなど体力を使う活動では3度の食事だけでは不十分で、途中で身体が十分に動かなくなる。そのため、食事と食事の間に行動しながら食べられる高カロリーな携行食を持っていく必要がある。

#### 登山における携行食
特に登山する時は行動食は必ず携行すべきものだとされている。
登山では、状況によっては、休まず移動しつづけなければならない状況になり、食事らしい食事の場を確保できないこともある。そうした状況では行動食が唯一の栄養源・活力源となり、重要度が増す。また、携行食を持っていないと行動力の低下を招き、遭難などの危機的な状況を招く可能性が高まる。怪我などで動けなくなった時などは、救助してもらえるまでの間、携行食で命をつなぐことになる。このため、登山では、適切な携行食を十分に持っているかどうかということが、生死を分けることもしばしばである。
(登山 3 登山の装備を参照)

## わざと携行食の食味を不味く調整するケース
アメリカの軍用チョコレートバーは「茹でたジャガイモよりややマシな程度」と意図的に食味を調整してある。これは嗜好品として消費しないためである。(アメリカ軍用チョコレート参照)
船乗りの間では、救命ボートに装備されている非常食が一番食味が悪いとされている。これは最後の最後、しかも節約しつつ食べる必要があるためである。

## 戦場における携行食
現代の兵士などが戦場で携行する食料品は「戦場携行食」や「レーション」などと言い、独特のものがある。

### 日本
日本では戦国時代の侍たちは、陣中食として握り飯を作って竹の皮などに包んで懐に入れて携行したという。また肩に斜めにかける小袋を用いて携行することも行われた。
忍者
忍びの者は、噛めないくらいに硬い煎餅のようなものを作っておいて、それを懐に入れて携行し、たとえば樹木の上に隠れて敵をひそかに監視する時など、長時間手足を全く動かすわけにはいかない場合、それを口にふくんでおいて、かまずに長時間かけてゆっくりと溶かすようにして栄養補給を行ったという、これは現在ではみやげものの《かた焼き》にその姿を残す。
兵糧丸も忍者食として知られている。
白虎隊
会津戦争では白虎隊の少年たちが出陣するにあたって、彼らの母親たちは、少年たちがどうか生きのびるようにとの想いを込めて携行食を用意し彼らに持たせた。これは五郎兵衛飴だったと言われている。
近代・現代
現代の兵士などが戦場で携行する食料品は「戦場携行食」や「レーション」などと言い、独特のものがある。大日本帝国陸軍の携行食には携帯糧秣がある。

### アフリカ
エチオピアのオロモ人は、長旅や遠征の際に、炙ったコーヒー豆をすり潰し、バターを混ぜたビリヤードボール大のボール状食料を革袋に入れて食料とした。

### アメリカ
アメリカの先住民は、動物性油脂と干し肉を粉状にしたものを混ぜて固めたペミカンや干し肉のジャーキーを携帯食とした。

## 現代社会における携行食
働きづくめの現代社会において、1983年発売のカロリーメイトを代表とした、仕事の間・移動の間に取れる携行食を食べる文化がある。
「電車内で食べる食事」と宣伝されているゼリー状栄養食品も携行食の一つであると言える。(ゼリー飲料を参照)

## 文献
- 別冊PEAKS 山岳遭難 最新 エマージェンシーBOOK改訂版 2012